# Domeinomleiding
Domeinomleiding, oftewel URL redirection, ook bekend als URL forwarding, URL-verkorter, is een techniek op internet om een webpagina beschikbaar te maken onder vele URL's.

## Werking
Een typische website heeft een invoerveld waar een lang internetadres (URL) ingevoerd kan worden. Voor elke ingevoerde URL wordt een nieuwe alias in de database aangemaakt, en een kortere URL teruggegeven, zoals krt.be/atomium. Als de URL al in de database staat, wordt een bestaande alias teruggegeven en geen tweede alias aangemaakt. De kortere URL verwijst direct door naar de langere.
Kortere URL's worden als handiger beschouwd omdat ze handiger op te schrijven, onthouden en uit te delen zijn, en er minder makkelijk fouten in gemaakt worden. Ook zijn ze geschikt voor media waar maar weinig ruimte is. Ook breken sommige e-mailclients een regel af bij een bepaalde lengte (vaak 78 tekens). Een URL langer dan deze lengte moet dan door de gebruiker via knippen en plakken naar de browser gekopieerd worden in plaats van het handiger directe klikken op een link. Een korte URL heeft minder kans om afgebroken te worden.

## Kritiek
Het verkorten en aanpassen van de URL's levert ook een aantal potentiële problemen op, die geleid hebben tot kritiek op het gebruik ervan.
Korte URL's zijn ondoorzichtig en verbergen de uiteindelijke bestemming voor de gebruiker. Dit kan gebruikt worden om mensen moedwillig naar websites te sturen die kwetsend zijn, hun computer doen crashen of content bevatten die veiligheidslekken in browsers exploiteren. 
Korte URL's introduceren ook een afhankelijkheid van een dienst door derden die kan veranderen of ophouden te bestaan. Bovendien zouden deze bedrijven privacygevoelige informatie over gebruikers op kunnen slaan.

## Voorbeelden
TinyURL, Bit.ly en goo.gl zijn bekende omleidingsdiensten. TinyURL was een van de eerste URL-omleidingsdiensten en de voormalige standaard op Twitter, voordat die website in 2009 op Bit.ly overging.